# Rachael Lampa
Rachael Maureen Lampa (nascida em 8 de Janeiro, 1985) é  uma cantora americana. Seu pai é filipino e sua mãe descendente de irlandeses. Ela é a segunda filha entre quatro irmãos. Ryan, irmão mais velho, é seu assessor.
Uma jovem talentosa: além de cantora, é compositora, produtora musical, atriz e está vinculada a grupos de filantropia internacional (como a World Vision).
Sua carreira começou no ano 2000 com o álbum “Life for You” (que vendeu mais de 300 mil cópias). Foi considerada na época, pela revista CCM Magazine, como a principal cantora revelação jovem. Participou de programas de TV como o The Tonight Show (NBC) e The View (ABC) e sua canção “If You Believe” compôs a trilha do filme “Um Amor para Recordar”.
Ao todo ela já lançou 4 álbuns de inéditas, um álbum de remixes, uma coletânea e dois EPs sendo um de canções natalinas.
Sua primeira atuação como atriz aconteceu no segundo semestre de 2006, no filme “Hidden Secrets”, contando também com várias canções suas na trilha sonora.
Atualmente mora e estuda em Nashville (Tennessee/EUA), sua melhor amiga é a cantora Stacie Orrico.

## Discografia

### Álbuns
| Nome                               | Data de Lançamento   | Cópias vendidas |
| ---------------------------------- | -------------------- | --------------- |
| Live for You                       | 1 de Agosto, 2000    | 300,000+        |
| Kaleidoscope                       | 5 de Março, 2002     | 300,000+        |
| Blur [Remixes]                     | 29 de Outubro, 2002  | 50,000+         |
| Rachael Lampa                      | 27 de Julho, 2004    | 75,000+         |
| Blessed: The Best of Rachael Lampa | 9 de Maio, 2006      | 25,000          |
| Three Songs for Christmas [EP]     | 1 de Dezembro, 2009  |                 |
| Human [EP]                         | 5 de Janeiro, 2010   |                 |
| All We Need                        | 27 de Setembro, 2011 |                 |

### Singles
| Nome                    | Data de Lançamento | Album         | Posição                   |
| ----------------------- | ------------------ | ------------- | ------------------------- |
| Blessed                 | 2000               | Live for You  | #1 AC                     |
| Shaken                  | 2000               | Live for You  | #1 CHR                    |
| God Loves You           | 2000               | Live for You  | #1 AC                     |
| Live For You            | 2000               | Live for You  | #1 AC & CHR               |
| My Father's Heart       | 2000               | Live for You  | #2 INSPO                  |
| No Greater Love         | 2002               | Kaleidoscope  | #2 AC                     |
| Savior Song             | 2002               | Kaleidoscope  | #5 CHR                    |
| I'm All Yours           | 2002               | Kaleidoscope  | #3 AC & #9 CHR            |
| When I Fall             | 2004               | Rachael Lampa | #7 Christian Music Charts |
| No Other One/Outrageous | 2004               | Rachael Lampa | -                         |

### Clipes
- Live For You (2000)
- Savior Song (2002)
- When I Fall (2004)
- "Remedy" (2011)

### Participações Especiais
- Masquerade, 2007..."What If I" (duet with Lyrycyst)
- T-Bone: Bone appetit, 2006... "i've been looking around (remix)" (duet w/ T-Bone)
- Newsong: The Christmas Hope, 2006... "The Christmas Blessing" (duet w/ Newsong)
- Falling Up: Exit Lights, 2006... "Exhibition (Epoison)" (duet w/ Falling Up)
- The Message: Psalms, 2005... "Flag (Psalm 57 & 108)"
- Every Young Woman's Battle", 2005... "Honest"
- WOW Hits 2005, 2004... "When I Fall"
- One silent night, 2003... "i choose you"
- WOW Christmas (Red), 2002... "Ave Maria"
- WOW Hits 2003, 2002... "I'm All Yours"
- Girls of Grace, 2002... "Promise My Prayers"
- Song Cinema, 2001..."Think Of Me" (duet w/ Mark Schultz)
- A Walk To Remember Soundtrack, 2001... "If You Believe"
- WOW 2001, 2000... "Live For You"
- One, 2000... "There Is Still A Dream" (duet w/ Aaron Neville)